# Norregöl (Asa socken, Småland, 633645-144461)
Norregöl är en sjö i Vetlanda kommun och Växjö kommun i Småland och ingår i Mörrumsåns huvudavrinningsområde. Sjön har en area på 0,185 kvadratkilometer och ligger 218,3 meter över havet.

## Delavrinningsområde
Norregöl ingår i det delavrinningsområde (633222-144233) som SMHI kallar för Utloppet av Öjaren. Medelhöjden är 202 meter över havet och ytan är 29,27 kvadratkilometer. Räknas de 28 avrinningsområdena uppströms in blir den ackumulerade arean 633,57 kvadratkilometer. Avrinningsområdets utflöde Mörrumsån (Åbyån) mynnar i havet. Avrinningsområdet består mestadels av skog (70 procent) och jordbruk (13 procent). Avrinningsområdet har 2,43 kvadratkilometer vattenytor vilket ger det en sjöprocent på 8,3 procent.